# Тяжёлые крейсера типа «Балтимор»
Тяжёлые крейсера типа «Балтимор» — тип тяжёлых крейсеров флота США времён Второй мировой войны. Всего построено 14 единиц: «Балтимор» (CA-68 Baltimore), «Бостон» (CA-69 Boston), «Канберра» (CA-70 Canberra), «Куинси» (CA-71 Quincy), «Питтсбург» (CA-72 Pittsburgh), «Сент-Пол» (CA-73 St. Paul), «Коламбус» (CA-74 Columbus), «Хелена» (CA 75 Helena), «Бремертон» (CA-130 Bremerton), «Фолл-Ривер» (CA-131 Fall River), «Мэкон» (CA-132 Macon), «Толедо» (CA-133 Toledo), «Лос-Анджелес» (CA-135 Los Angeles), «Чикаго» (CA-136 Chicago). Крейсера «Норфолк» (CA-137 Norfolk) и «Скрэнтон» (CA-138 Scranton) остались недостроенными. Ещё 6 крейсеров были перезаказаны как тип «Орегон».
Развитие крейсера «Уичита». От прототипа отличались большими размерами, усиленным зенитным вооружением, улучшенной мореходностью, большей дальностью экономического хода и увеличенной остойчивостью.

## История создания
Крейсера типа «Балтимор» были одними из самых крупных тяжёлых крейсеров на момент постройки и заложены огромной серией, одновременно с ними строились лёгкие крейсера типа «Кливленд», которые были, на тот момент, самыми крупными в своём классе и построены в самом большом количестве. Это не случайно и отражает грандиозные планы ВМС США перед вступлением Америки во Вторую мировую войну.
Проектирование проходило быстро, как только возможно, были использованы существующие конструкции в качестве основы для новых кораблей.
Тип «Балтимор», как и тип «Кливленд», ведёт своё происхождение как от «Уичиты», так и от двух последних лёгких крейсеров типа «Бруклин» — «Сент-Луиса» и «Хелены». Первоначально предполагалось сохранить компоновку «Сент-Луиса» и ограничиться увеличением ширины корпуса на 0,6 м, уменьшением верхнего веса за счёт утончения барбетов по сравнению с «Уичитой» до 160 мм и бортов башен главного калибра до 82 мм, для того что бы избавится от главного недостатка «Уичиты» — плохой остойчивости, однако вскоре было решено произвести радикальную смену проекта. Увеличив корпус «Сент-Луиса» в длину и в ширину до 199,6 м и 20,19 м соответственно, вооружив его девятью 203-мм орудиями и многочисленной зенитной артиллерией, американцы получили «Балтимор». Толщину бортового пояса взяли у проекта «Уичиты», схему бронирования — у «Бруклина». На проект крейсера не накладывались никакие договорные ограничения.
Водоизмещение продолжало расти, даже после утверждения проекта. К середине 1940 года оно выросло до 13 300 дл. тонн и длина увеличилась до 202,4 м (664 ft) по ватерлинии, в связи с дополнительным весом, из-за увеличения длины главного пояса и установки дополнительной местной противоосколочной защиты. Расчётная мощность была 120 000 л. с., расчётная скорость 34 узла.
Основной проблемой «Уичиты» была её плохая остойчивость, которая была следствием 10 000-тонного ограничения водоизмещения. Ширину корпуса «Балтимора» ещё увеличили для улучшения остойчивости, и водоизмещение составило 13 600 дл. тонн по сравнению с 10 000 дл. тонн прототипа. Максимальная скорость сократилась до 33,5 узлов при водоизмещении 14 970 дл. тонн (нормальное), по сравнению с 34 узлами, первоначально закладываемыми в проект. Окончательные размеры превышали размеры «Бруклина» на 20 м в длину и на 2,8 м в ширину.
На этих крейсерах были установленные новые котлы высокого давления (41,85 атм (615 psi) при 454,4°С(850 °F)). Каждый котёл располагался в отдельном отсеке. Было применено эшелонное расположение агрегатов: между передними и задними котельными отделениями находилось носовое машинное отделение. Была резко увеличена мощность электрогенераторов. Мощность четырёх генераторов составляла по 750 кВт. Корабли получили два аварийных дизель-генератора мощностью по 250 кВт, вместо 80 у «Уичиты», которые могли бы обеспечить резервную мощность, необходимую для борьбы за живучесть.
Первые восемь кораблей типа были построены компанией «Бетлехем Стил» (англ. Betlehem Steel) в Квинси, Массачусетс.
К концу войны в строю было 11 кораблей, и строительство продолжалось.
В ходе войны зенитное вооружение (40-мм автоматы «Бофорс») было дополнено 20-мм автоматами «Эрликон». После войны те и другие были заменены 3-дюймовыми (76-мм) артустановками, число зенитных стволов заметно сократилось.
К тому времени, как крейсера этого типа стали входить в строй, оборонительные бои против японского императорского флота, как и ночные артиллерийские дуэли, уже закончились. Основной их ролью стало прикрытие авианосных соединений, в основном от атаки с воздуха, поддержка десантов, а в конце войны — артналеты на Японские острова.

## Конструкция
Корабли этого типа имели гладкопалубную конструкцию, с седловатостью, прямой форштевень с малым наклоном и транцевую корму со скруглениями. Вертикальный прямой борт без развала, за исключением носовой четверти, где развал доходил до 30°. Для уменьшения заливаемости на баке был установлен сплошной фальшборт. Для повышения живучести были полностью ликвидированы все иллюминаторы в корпусе.

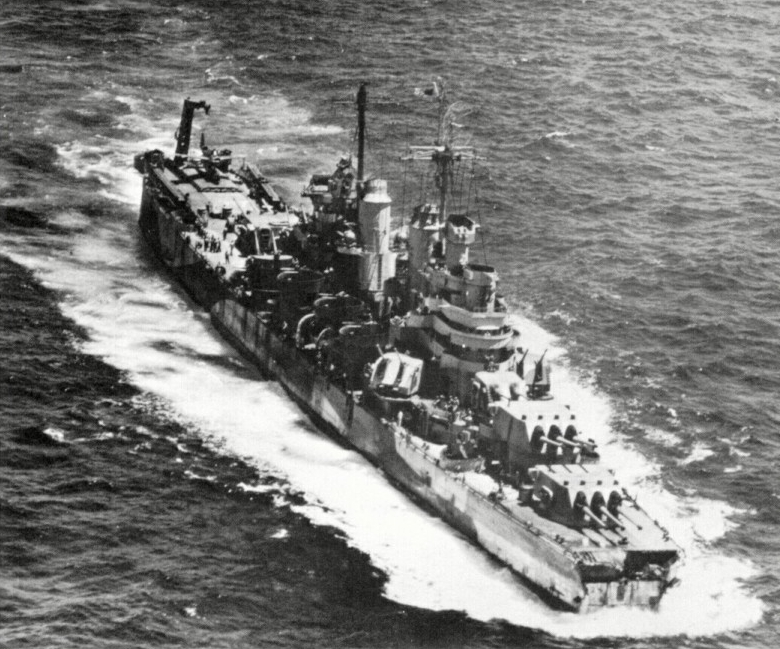
USS Pittsburgh — жертва тайфуна

Надстройки, мачты, дымовые трубы и артиллерия сосредоточивались к миделю, оставляя свободными длинные бак и ют. Самолетные катапульты и краны находились на юте, ангар там же под главной палубой.
Метацентрическая высота на испытаниях крейсера «Балтимор» на стабильность составила 1,68 м при полной нагрузке (17 031 дл. т). Высота надводного борта при нормальном водоизмещении в носу была достаточно велика и составляла 10,1 м (против 10,2 м у «Портленда» и 8,2 у «Бруклина») борт так же был высок в корме — 7,6 м (против 5,5 м у «Портленда» и 7 у «Бруклина»).
Основное различие между «Балтиморами» и «Кливлендами», при схожести компоновки, состояло в том, что первые не испытывали нехватки места и верхний вес для них не был проблемой, ограничивающей дальнейшую модернизацию.

### Вооружение
Расположение главного калибра линейное, в трёхорудийных башнях Mk 12 или Mk 15 (две башни в носу с превышением, одна в корме). Дальнобойность орудий доходила до 27 400 м по горизонту при стрельбе 152-кг бронебойным снарядом раздельного заряжания и угле возвышения 41°. Управление огнём с помощью комбинированного КДП Mk 34, как с оптическим, так и радарным наведением.
«Балтимор» нёс орудия Мк 12/1, а остальные крейсера имели Mk 15/0. Это было мощное оружие, эффективность которого доказана в процессе эксплуатации. Они выпускали 335-фунтовый бронебойный снаряд или 260-фунтовый фугасный.
Основным недостатком оружия был относительно невысокий темп стрельбы, хотя и на уровне с другими 8" орудиями того времени. У
предыдущих 8" пушек была проблема с кучностью, а на новых 8" орудийных башнях для типа «Балтимор» это удалось исправить за счёт индивидуальных люлек и увеличения расстояния между орудиями. Цикл выстрела составлял 11,5 секунд. Минимальный результат, практически достигнутый в боевых условиях — 13 сек.
Расположение вспомогательного калибра — ромбическое, вокруг надстроек. Внушительное число подкреплялось отличным расположением: две башни разместились по диаметральной плоскости и могли стрелять над носовой и кормовой группами артиллерии главного калибра. Управление огнём с помощью комбинированного КДП Mk 37.

### Бронирование
Броневой пояс был по конструкции подобен поясу «Уичиты» — 152 мм вверху, 102 мм на нижней кромке, главный пояс начинался с 52 шпангоута и прикрывал машинные отделения. Главная броневая палуба имела толщину 65 мм, поперечные траверзы — 127 и 152 мм. Вес вертикальной брони (броня палуб не учитывалась) составил 1790 тонн или 12,9 % стандартного водоизмещения. Башни главного калибра получили дифференцированное бронирование. Лоб прикрывался 203-мм броней, боковые стенки — 82-мм, крыша — 76-мм(лоб −203-мм, боковые стенки — 95-мм, крыша — 65-мм). Толщина барбетов башен, по сравнению с «Уичитой», была уменьшена и составила 160 мм, они же являлись снарядными погребами.

### Энергетическая установка
Силовая установка — паротурбинная четырёхвальная. Все корабли типа (и последующих типов «Олбани» и «Де-Мойн») в качестве главных механизмов имели четыре высоконапорных котла «Бабкок и Уилкокс» (англ. Babcock & Wilcox), снабжавших паром 4 турбозубчатых агрегата «Дженерал Электрик» (GE), суммарной мощностью 120 000 л. с. Для повышения живучести было выбрано эшелонное расположение машинных и котельных отделений. Крейсера имели проектную дальность под турбинами крейсерского хода 10 000 миль на ходу 15 узлов. Начиная с СА-72 была прекращена установка крейсерских турбин, которые потом были сняты и с первых трёх кораблей. Полный запас топлива по одним данным составлял 2735 тонн, по другим 2596 дл. тонн: 2516 флотского мазута+ 62 дизельного топлива + 18 авиационного бензина(2638 т).
Крейсера имели практическую дальность хода в 7900 миль на ходу 15 узлов. Проектная скорость составляла 33 узла при водоизмещении 15 581 дл. тонна (загрузка в 2/3 от полной) или 33,5 узлов при водоизмещении 14 970 дл. тонн  (загрузка в 1/2 от полной) и мощности 120 000 л. с. Крейсера типа Baltimore не проходили всю программу испытаний.
Во время пробега в море 22 октября 1943 года USS Boston смог достичь скорости хода 32,85 узлов при мощности 118 536 л. с. и водоизмещении 16 570 дл. т (2/3 от полной 15 800 т). USS Pittsburgh развил 33 узла при мощности 133 649 л. с. и водоизмещении 16 200 дл. т (2/3 от полной 15 900 дл. т).

## Служба
- «Балтимор» — заложен 26 мая 1941 года, спущен 28 июля 1942 года, вошёл в строй 15 апреля 1943 года[15].
- «Бостон» — заложен 30 июня 1941 года, спущен 26 августа 1942 года, вошёл в строй 30 июня 1943 года[15].
- «Канберра» — заложен 3 сентября 1941 года, спущен 19 апреля 1943 года, вошёл в строй 14 октября 1943 года[15].
- «Квинси» — заложен 9 сентября 1941 года, спущен 23 июня 1943 года, вошёл в строй 15 декабря 1943 года.
- «Питтсбург» — заложен 3 февраля 1943 года, спущен 22 февраля 1944 г., вошёл в строй 10 октября 1944 года[15].
- «Сент-Пол» — заложен 3 февраля 1943 года, спущен 16 сентября 1944 г., вошёл в строй 17 февраля 1945 г.[15]
- «Коламбус» — заложен 28 июня 1943 г., спущен 30 ноября 1944 г., вошёл в строй 8 июня 1945 г.[15]
- «Хелена» — заложен 9 сентября 1943 г., спущен 28 апреля 1945 г., вошёл в строй 4 сентября 1945 г.[15]
- «Бремертон» — заложен 1 февраля 1943 г., спущен 2 июня 1944 г., вошёл в строй 29 апреля 1945 г.[15]
- «Фолл-Ривер» — заложен 12 апреля 1943 г., спущен 13 марта 1944 г., вошёл в строй 1 июля 1945 г.[15]
- «Мэкон» — заложен 14 июня 1943 г., спущен 15 октября 1944 г., вошёл в строй 26 августа 1945 г.[15]
- «Толидо» — заложен 13 сентября 1943 г., спущен 5 мая 1945 г., вошёл в строй 27 октября 1946 г.[15]
- «Лос-Анджелес» — заложен 28 июня 1943 г., спущен 20 августа 1944 г., вошёл в строй 22 июня 1945 г.[15]
- «Чикаго» — заложен 28 июля 1943 г., спущен 20 августа 1944 г., вошёл в строй 10 января 1945 г.[15]

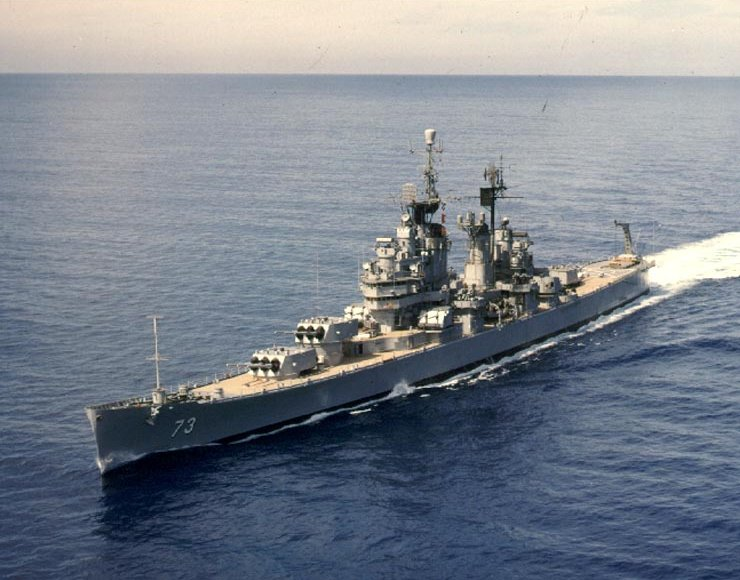
Тяжёлый крейсер «Сент-Пол» у берегов Кореи. 1951 г.

## Оценка проекта
Тип «Балтимор», в отличие от своего прототипа «Уичиты», стал образцом тяжёлого крейсера, с которым сверялись все тяжёлые артиллерийские крейсера, как во время, так и после войны.
Конструкция, свободная от ограничений Вашингтонского договора, оказалась хорошо сбалансированной по вооружению, защите и мореходным качествам. Перегрузка к концу Второй мировой войны составляла менее 400 тонн и была наименьшей среди американских крейсеров. Только два корабля этого типа получили сколько-нибудь серьёзные повреждения: «Канберра» была выведена из строя попаданием одиночной авиационной торпеды в район кормовых котельных отделений, и отбуксирована в ремонт.
«Питтсбург» во время урагана 4 июня 1945 года потерял носовую оконечность по первую башню, однако остался на плаву и своим ходом вернулся в базу.
Основной недостаток защиты состоял в том, что когда броня погребов проходила по внешнему борту, в оконечностях она не поднималась выше уровня воды, поскольку боезапас располагался на нижних платформах. В результате существовали проблемы затоплений по ватерлинии.

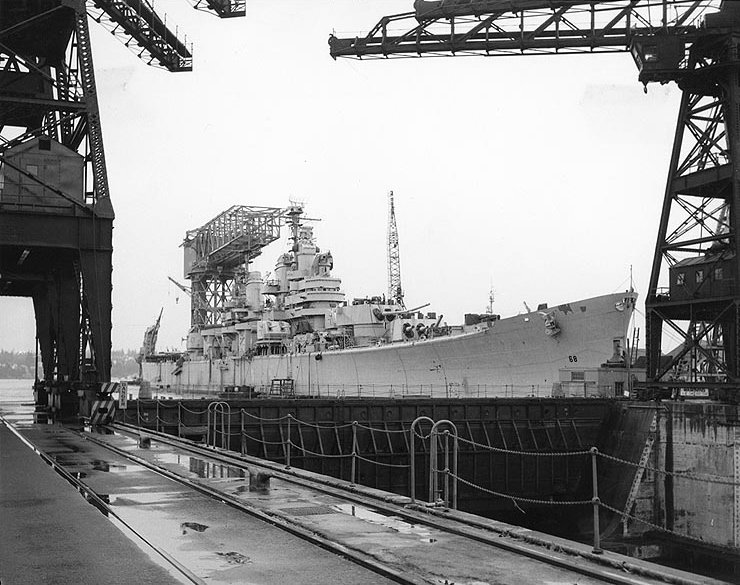
USS Baltimore (CA-68) повторно вводится в строй на военно-морской верфи Пьюджет-Саунд, 1951 г.

Тяжёлые крейсера хорошо проявили себя в качестве кораблей артиллерийской поддержки. Здесь требовался снаряд потяжелее. И если после войны все лёгкие крейсера практически сразу были выведены из состава флота (американцы не стали достраивать даже новейшие серии «Фарго» и «Вустера»), то тяжёлые крейсера сохранялись очень долго. Они успели повоевать и в Корее, и во Вьетнаме.
По мнению большинства флотских специалистов «Балтиморы» являлись сильнейшими тяжёлыми крейсерами Второй мировой войны.